# Дедюлин, Владимир Александрович
Владимир Александрович Дедюлин (12 июля 1858 — 26 октября 1913, Ливадия) — генерал от кавалерии, генерал-адъютант, санкт-петербургский градоначальник, дворцовый комендант (1906—1913), покровитель монархического движения.

## Биография

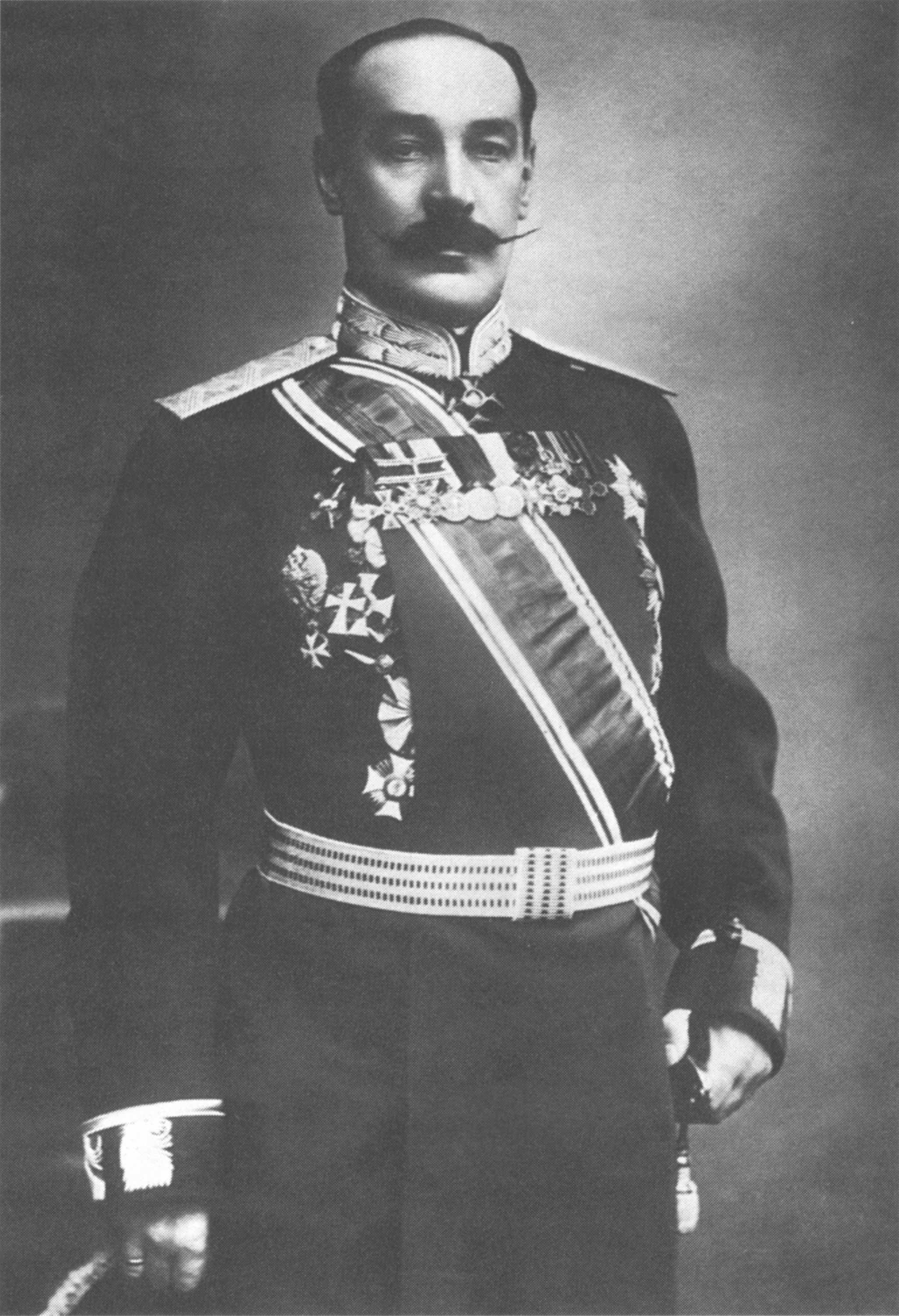
В. А. Дедюлин

Родился 12 (24) июля 1858 года в дворянской семье Дедюлиных, чья родословная восходит к первой половине XVI века. Его отец, Александр Яковлевич Дедюлин.
Образование получил в Пажеском корпусе, с 13 августа 1876 года — камер-паж. По окончании курса в мае 1877 года был выпущен корнетом в лейб-гвардии Уланский Его Величества полк, с которым вступил в русско-турецкую войну. Состоял ординарцем у генерал-адъютанта Э. И. Тотлебена, участвовал в нескольких сражениях и был награждён орденом Св. Станислава 3-й степени с мечами и бантом. Имел репутацию превосходного стрелка, заняв 1-е место на полковых соревнованиях по стрельбе (1877).
В 1880 году поступил в Николаевскую академию Генерального штаба, в которой за проявленные в обучении успехи уже через год был произведён в поручики, в 1883 — в штаб-ротмистры, а по окончании академии по первому разряду в ноябре 1883 года был определён на службу офицером для особых поручений в Харьковский военный округ при штабе 10-го армейского корпуса, с производством в капитаны (1883).
Уже в следующем году Дедюлин был назначен старшим адъютантом штаба 23-й пехотной дивизии. В 1885 году был переведён в отдел военных сообщений, став заведующим по передвижениям войск Петербурго-Динабургского района. В 1886 году произведён в подполковники, с 1892 — полковник, с 6 декабря 1900 года — генерал-майор. В 1900—1903 годах был начальником отдела Управления военных сообщений. В октябре 1903 года переведён на службу начальником штаба Отдельного корпуса жандармов; 17 января 1905 года занял должность Санкт-Петербургского градоначальника. В этот период:
- возник Петербургский совет рабочих депутатов.
- созданы первые низовые профсоюзные организации и межсоюзное Центральное бюро профсоюзов.
- введена в строй Центральная телефонная станция.
- основан Пушкинский дом. Открыт Дом писателей на Аптекарском острове.

Оказавшись на этой должности в период начавшейся революции, Дедюлин оказался «первым и почти единственным человеком, который смело выступил в защиту монархистов». Он принял под своё покровительство нарождавшийся Союз русского народа и совместно с генерал-губернатором Санкт-Петербурга Д. Ф. Треповым принялся за прекращение в столице революционных беспорядков (наиболее нашумевшей акцией стала высылка из столицы 24 апреля 1905 более 700 неблагонадёжных рабочих).
31 декабря 1905 года назначен командиром Отдельного корпуса жандармов, а его место на посту градоначальника занял другой видный монархист В. Ф. фон-дер-Лауниц. В сентябре 1906 года Дедюлин был назначен на должность дворцового коменданта, в которой состоял вплоть до своей кончины, входя в ближайшее окружение императора Николая II. В 1908 году произведён в генерал-лейтенанты (со старшинством с 6 декабря 1906 года), 6 мая 1909 года пожалован в генерал-адъютанты, с 6 декабря 1912 — генерал от кавалерии.
Находился в оппозиции к П. А. Столыпину. Поддерживал дружеские отношения с командиром корпуса жандармов генералом П. Г. Курловым, чью кандидатуру на пост министра внутренних дел сразу же предложил царю в 1911 после убийства Столыпина. Противник Г. Е. Распутина.

Являясь дворцовым комендантом, продолжал покровительствовать монархическому движению. Во время раскола в СРН поддержал противников А. И. Дубровина, в качестве возможного руководителя СРН особо выделяя протоиерея И. И. Восторгова. К сторонникам Дубровина стал относиться негативно после подавления революции 1905—1907 годов, в марте 1908 года откровенно заявляя, что СРН 
был нужен, когда нужно было гнать красные тряпки, и в этом он оказал огромную услугу. А теперь он уже не нужен, красных тряпок на улицах нет <…> теперь нужно иное.
Среди монархических организаций особо покровительствовал Русскому Народному Союзу им. Михаила Архангела и лично его лидеру В. М. Пуришкевичу. Активно поддерживал Академическое движение, а его супруга Елизавета Сергеевна (дочь С. И. Дохтурова) возглавляла возникшее по инициативе Пуришкевича «Общество содействия академической жизни высших учебных заведений Петербурга».
Имел двоих детей; старшая дочь, Екатерина Владимировна, в замужестве Эксе (1884—1976); внучка Елизавета Дмитриевна Эксе (1906—1989).
Скончался 25 октября (7 ноября) 1913 года «в 11 час. 10 мин. вечера в Ливадии, от грудной жабы». Похоронен на Казанском кладбище в Царском Селе.

## Награды
Российские:
- Орден Святого Станислава 3-й степени с мечами и бантом (1878[4])
- Орден Святой Анны 3-й степени (1886[источник не указан 458 дней])
- Орден Святого Станислава 2-й степени (1889[источник не указан 458 дней])
- Орден Святой Анны 2-й степени (1894[источник не указан 458 дней])
- Золотой портсигар с изображением Государственного герба (1895)[источник не указан 458 дней]
- Орден Святого Владимира 4-й степени (1896[источник не указан 458 дней])
- Орден Святого Владимира 3-й степени (1899[источник не указан 458 дней])
- Орден Святого Станислава 1-й степени (1903)[4]
- Орден Святой Анны 1-й степени (1906)[4]
- Орден Святого Владимира 2-й степени (1910)[4]

Иностранные:
- Румынский Железный Крест (1879)[источник не указан 458 дней]
- Прусский Орден Короны 2-й степени (1890)[источник не указан 458 дней]
- Бухарский Орден Золотой звезды 2-й степени (1893)[источник не указан 458 дней]
- Французский Орден Почётного легиона, офицерский крест (1894[источник не указан 458 дней])
- Вюртембергский Орден Фридриха, командорский крест 2-го класса[источник не указан 458 дней]